# Idalus tybris
Idalus tybris är en fjärilsart som beskrevs av Pieter Cramer 1776. Idalus tybris ingår i släktet Idalus och familjen björnspinnare. Inga underarter finns listade i Catalogue of Life.

## Bildgalleri

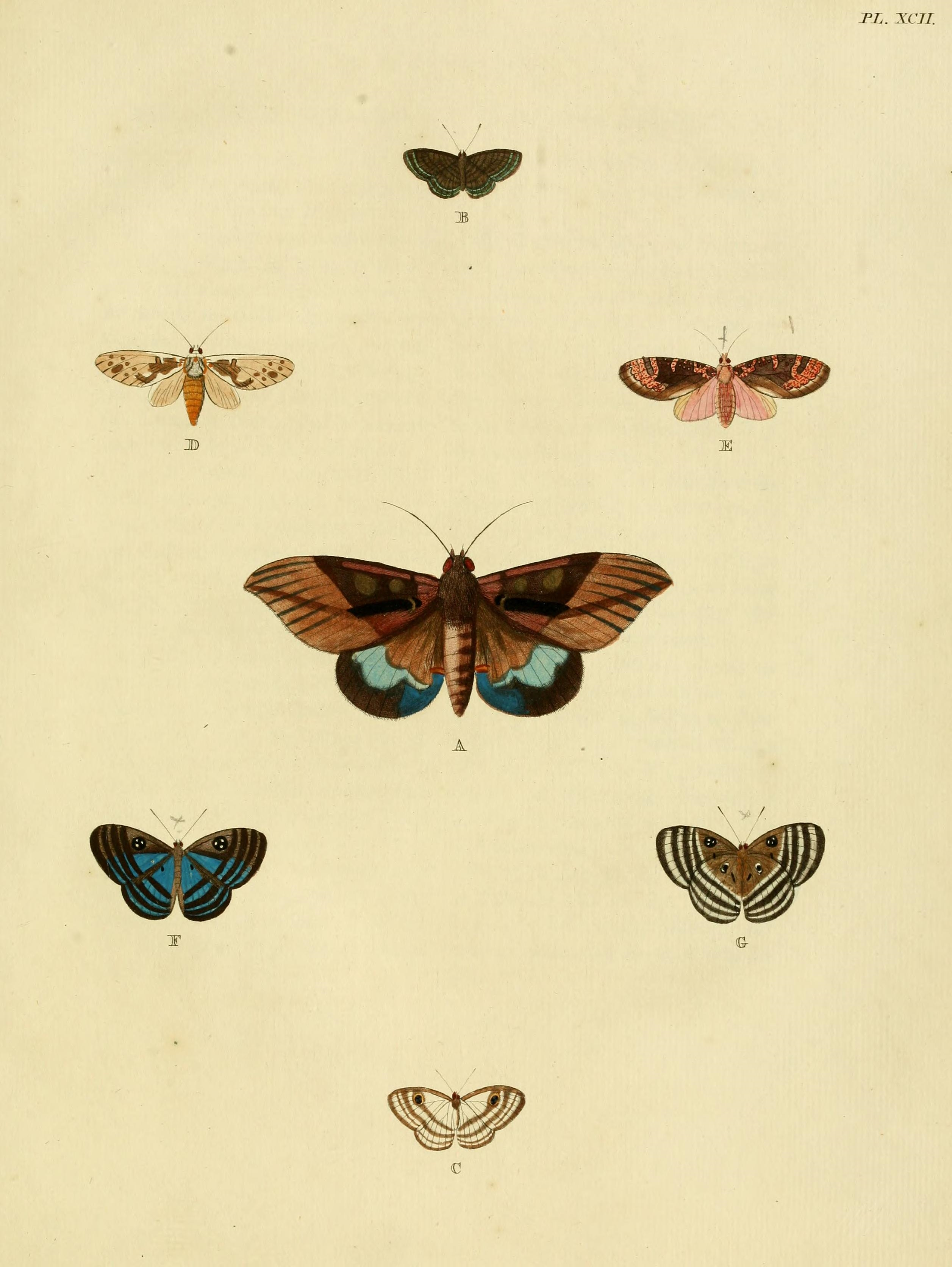